# 施佩希巴赫
施佩希巴赫是德国巴登-符腾堡州的一个市镇。总面积8.52平方公里，总人口為1791人，其中男性898人，女性893人（2011年12月31日），人口密度210人/平方公里。